# Giampaolo Mosele
Giampaolo Mosele (Asiago, 17 marzo 1962) è un ex combinatista nordico italiano.
Nelle liste Federazione Internazionale Sci è registrato come Gian-Paolo Mosele.

## Biografia
Dopo aver praticato, a livello juniores, il salto con gli sci fino a laurearsi campione italiano di categoria, si specializzò nella combinata nordica.
In Coppa del Mondo esordì il 29 dicembre 1983 a Oberwiesenthal (33°) e ottenne come migliori risultati due quarti posti.
In carriera prese parte a un'edizione dei Campionati mondiali, Seefeld in Tirol 1985 (7° nell'individuale).

## Palmarès

### Coppa del Mondo
- Miglior piazzamento in classifica generale: 8º nel 1986

### Campionati italiani
- 9 medaglie[2]:
  - 8 ori (nel 1980; nel 1981; nel 1982; nel 1983; nel 1984; nel 1985; nel 1986; nel 1987)
  - 1 argento (nel 1988)